# Grande Macchia Scura
La Grande Macchia Scura di Nettuno è stata a lungo ritenuta un sistema di tempeste di notevoli dimensioni situato nell'emisfero meridionale del pianeta a 22°S di latitudine, dalle dimensioni paragonabili a quelle della Terra. Attualmente si ritiene che si tratti piuttosto di una struttura analoga al buco nell'ozono terrestre, ovvero di un diradamento delle nubi superficiali che permette di osservare gli strati atmosferici sottostanti. È la seconda formazione atmosferica in ordine di grandezza nel sistema solare dopo la Grande Macchia Rossa di Giove e il suo diametro medio è stimato attorno ai 14000 km. Ha una forma fortemente ellittica e ruota su sé stessa in senso antiorario (è pertanto un anticiclone in quanto si trova nell'emisfero meridionale del pianeta) in un periodo di tempo stimato in circa dieci giorni. Il suo periodo di rotazione intorno a Nettuno è di 18 ore circa, in moto retrogrado rispetto a quello del pianeta. Il colore blu scuro è causato dell'assorbimento della luce rossa dovuto alla presenza di metano.

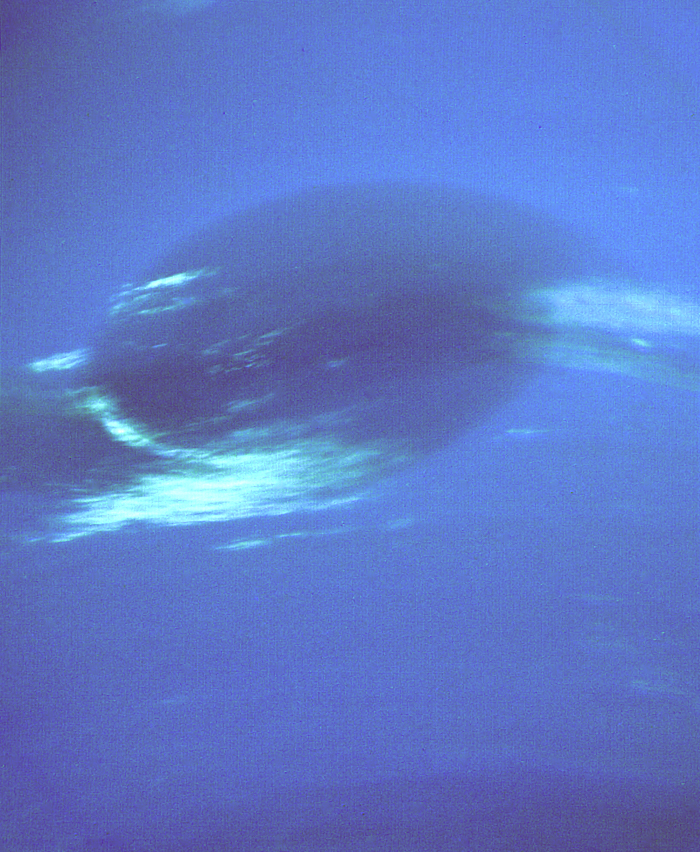
La Grande Macchia Scura osservata da Voyager 2

## Caratteristiche
La Grande Macchia Scura è stata scoperta il 25 agosto 1989 dalla sonda spaziale statunitense Voyager 2, l'unica ad aver visitato questo gigante gassoso. La macchia appariva di forma ellittica e le dimensioni all'epoca della scoperta erano di 13.000 x 6.000 km, paragonabili cioè alle dimensioni del nostro pianeta Terra. L'aspetto ricordava quello della Grande Macchia Rossa di Giove, ma la macchia scura di Nettuno ha mostrato la capacità di spostarsi in senso nord-sud nel corso del tempo, mentre la macchia su Giove è mantenuta a una latitudine costante dai forti venti che soffiano in direzione est-ovest.
Sebbene il fly-by non sia stato abbastanza lungo da poterne analizzare un'evoluzione temporale dettagliata, si è arrivati comunque a evidenziare il moto di alcuni cirri di colore bianco brillante in prossimità della formazione principale, in un intervallo di tempo di 36 ore, grazie a immagini dalla risoluzione massima di circa 100 km.
Anche i cirri presenti sul bordo della macchia, composti da cristalli di metano e ghiaccio, si muovono in senso antiorario. Si stima che la Grande Macchia Scura si trovi in profondità rispetto al livello medio dell'atmosfera del pianeta, e che al contrario i cirri si trovino a quota più elevata.
In questa regione i venti, che raggiungono i 600 m/s (pari a circa 2160 km/h), sono i più veloci del sistema solare.
Dalle osservazioni del telescopio spaziale Hubble effettuate nel giugno 1994 la perturbazione sembra essere scomparsa. Questo sembra indicare che le formazioni atmosferiche di Nettuno, a differenza di quelle di Giove, sono meno durature. Tuttavia la macchia potrebbe solamente essere momentaneamente invisibile a causa di altre nubi vicine che variano l'albedo del disco. Si è ipotizzato che le macchie scure di Nettuno potrebbero dissiparsi quando migrano troppo vicino all'equatore o a causa di altri meccanismi non ancora compresi.

## Altre formazioni meteorologiche

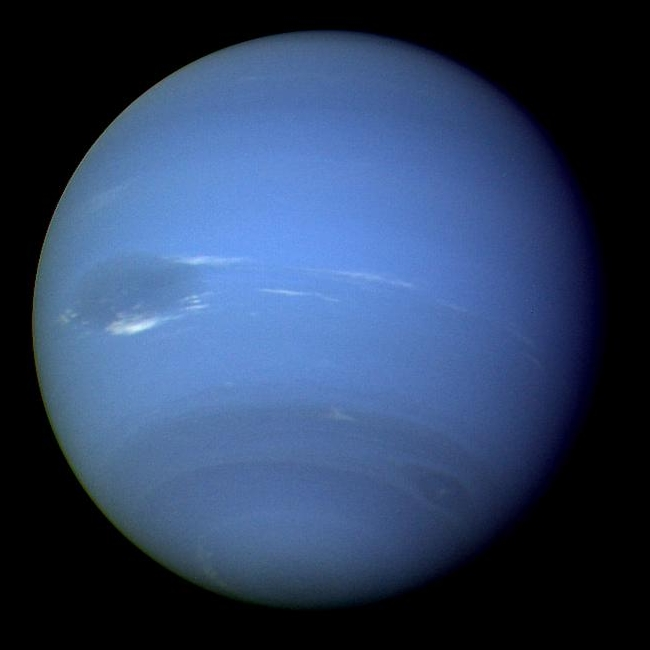
Le tre formazioni atmosferiche più grandi su Nettuno: a sinistra la Grande Macchia Scura circondata da cirri, in basso al centro lo Scooter, in basso a destra la Piccola Macchia Scura, anche chiamata occhio del mago

Nel 1989, oltre alla Grande Macchia Scura la sonda Voyager 2 ha rilevato altri sistemi nuvolosi nell'atmosfera di Nettuno.
Il primo è chiamato Piccola Macchia Scura e si trova più a sud rispetto alla prima. Questa formazione nuvolosa ruota in direzione opposta rispetto alla precedente, completando un giro del pianeta in circa 18 ore, e sembra composta da gas discendenti, tranne la regione centrale più chiara che è formata da nubi ascendenti. Questa seconda macchia scura non era più visibile nel 1994. Dal 1994 il telescopio spaziale Hubble è rimasto l'unico strumento orbitale in grande di rilevare la presenza di nubi nell'atmosfera di Nettuno. Data la sua posizione al di fuori dell'atmosfera terrestre, Hubble è in grado di compiere osservazioni alla lunghezza d'onda del blu, che è l'unica alla quale queste caratteristiche sono visibili.
Il secondo sistema, costituito da un singolo cirro dalla forma variabile, è stato soprannominato Scooter e completa un giro intorno al pianeta in 16,8 ore. Si tratta di una macchia bianca irregolare presente nell'atmosfera di Nettuno, individuata dalla sonda Voyager 2 all'epoca del suo primo ed unico sorvolo del pianeta, il 25 agosto 1989.
La sua natura è incerta; data la sua elevata velocità si pensa possa essere una colonna ascendente di materiale sottostante, probabilmente solfuro di idrogeno. Come le altre formazioni atmosferiche, la colonna sarebbe alimentata da una fonte di calore interna a Nettuno dovuta alla sua lenta compressione gravitazionale. Sempre grazie a questa fonte di calore, Nettuno emette 2,7 volte l'energia che il pianeta assorbe dal Sole.